# هاروت وارطان
هاروت وارطان (ارمنی: Հարութ Վարդան؛  ۲۳ ژوئن ۱۸۸۰ – ۱۴ آوریل ۱۹۴۵) یک بازیگر اهل ارمنستان بود که در طول زندگی هنری خویش در حدود ۹۰ فیلم سینمایی عمدتاً در نقش‌های مکمل نقش‌آفرینی نمود. وی بین سال‌های ۱۹۱۶ تا ۱۹۴۵ میلادی فعالیت می‌کرد.

## زندگی‌نامه
وی با نام اصلی هاروتیون وارطانیان در ۲۳ ژوئن ۱۸۸۰ در نخجوان به دنیا آمد. وی در جریان انقلاب ۱۹۰۵ روسیه به زاکسن نقل مکان نمود و در دانشگاه فنی معدن فرایبرگ تحصیل نمود.  وی در ۱۴ آوریل ۱۹۴۵ در آخرین هفته‌های پایان جنگ جهانی دوم در سن ۶۴ سالگی در اثر حمله قلبی در برلین درگذشت.

## گزیده فیلمشناسی
از فیلم‌ها یا برنامه‌های تلویزیونی که وی در آن نقش داشته‌است می‌توان به کارل پیترز (۱۹۴۱)، ماجراهای کاپیتان هانسن (۱۹۴۳) اشاره کرد.